# برتونيلة السنجاب الجميل
برتونيلة السنجاب الجميل (الاسم العلمي: Bartonella callosciuri) هي نوع من البكتيريا تتبع جنس البرتونيلة من فصيلة البارتونيلات.